# Subulussalam
Subulussalam est une ville de l'Indonésie située sur l'île de Sumatra. Couvrant une superficie de 1,206 km2,, on y recense 67 316 habitants en 2010.

## Divisions administratives
La ville est divisée en cinq districts :
- Longkip
- Penanggalan
- Rundeng
- Simpang Kiri
- Sultan Daulat